# ثقب أسود بصري
الثقب الأسود البصري هو ظاهرة يتم فيها تمرير الضوء البطيء من خلال مكثف بوز أينشتاين الذي يدور بسرعة أكبر من سرعة الضوء المحلية بداخله لإنشاء دوامة قادرة على محاصرة الضوء خلف أفق الحدث تمامًا مثل ثقب أسود ثقالي شأنه.
على عكس نظائر الثقب الأسود الأخرى مثل الثقب الأسود الصوتي في مكثف بوز أينشتاين، لا يُتوقع أن يحاكي تناظرية الثقب الأسود الخفيف البطيء الآثار الكمومية للثقب الأسود، وبالتالي لا ينبعث منها إشعاع هوكينج. ومع ذلك، فإنه يحاكي الخصائص الكلاسيكية للثقب الأسود الثقيل، مما يجعله مفيدًا في دراسة الخصائص الأخرى للثقوب السوداء. في الآونة الأخيرة، طور بعض علماء الفيزياء نظامًا يعتمد على الألياف البصرية ويعتقدون أنه سينبعث منه إشعاع هوكينج.